# 五汴頭
五汴頭，是臺灣彰化縣永靖鄉的一個傳統地域名稱，位於該鄉北部偏東。相較於今日行政區，其範圍大致包括五汴村、光雲村、瑚璉村。

## 歷史
台灣清治末期至日治初期，五汴頭地區為一街庄，稱為「五汴頭庄」，隸屬於武西堡。該庄北與太平庄為鄰，東與崙仔庄、陳厝厝庄為鄰，南邊為湳港舊庄，西南邊一小段與湳港西庄為界，西邊為關帝廳庄、大溝尾庄。
1901年（日治明治三十四年）11月，全台廢縣廳改設二十廳，該庄隸屬於彰化廳。1903年（明治三十六年）6月，該庄編入「關帝廳區」，隸屬於彰化廳。1909年（明治四十二年）10月，合併二十廳為十二廳，關帝廳區改隸屬於臺中廳。1920年（大正九年），該庄改制為「五汴頭」大字，隸屬於臺中州員林郡永靖庄。
戰後永靖庄改制為永靖鄉，隸屬於臺中縣，大字亦改制為村。1950年10月，中、彰、投分治，永靖鄉改隸屬彰化縣。

## 聚落
本地區發展較早的聚落有五汴頭、瑚璉等，在日治期初期的官方地圖上已有記載。

## 交通
省道台1線（中山路三段～二段）又稱「縱貫公路」，是台北至屏東楓港的傳統平面幹道，大致以北北東—南南西走向轉北微東—南微西走向再轉東北—西南走向經過本地區中部偏西地帶。由該道路向北北東可前往埔心東部、員林、大村、花壇等地，向西南轉南南西可經永靖市區前往田尾、北斗、溪州等地。
鄉道彰80線（九分路）是大溝尾至林厝的道路，大致以北向南到達本地區極北點，轉東南沿本地區邊界而行，經省道台1線路口後至鄉道彰80-1線起點路口轉東北東出境。由該道路向北轉西北可前往太平並止於其西側邊界地帶的鄉道彰87線路口，向東北東可前往太平與崙子交界地帶、崙子與田中央交界地帶、田中央、田中央與大饒交界地帶、大饒、萬年、番子崙與柴頭井交界地帶並止於縣道137號路口。
鄉道彰80-1線（九分路）是太平至新厝的道路，其西北側端點位於本地區北部邊界地帶東側的鄉道彰80線路口。由此向東南沿本地區東北部邊界地帶蜿蜒而行，出境後可前往崙子與陳厝厝交界地帶、陳厝厝與湳底交界地帶（經鐵路平交道時汽車無法通行）、湳底北部的新厝子聚落並止於湳底東部邊界地帶的縣道141號路口。
鄉道彰81線（浮圳路）是浮圳至社頭的道路，整條路線大致呈略向西傾斜的L字形，其西北側端點位於本地區東南部凹入部分頂點的鄉道彰144線路口。由此向南轉東南大致沿本地區南部凸出部分東側邊界地帶而行，出境後可經陳厝厝地區的浮圳聚落轉南微東前往陳厝厝與湳港舊交界地帶、張厝與小紅毛社交界地帶、張厝、社頭中部並止於舊縣道141號（員集路二段）路口。
鄉道彰144線（東門路、永興路三段～二段）是海豐崙至社頭的道路，大致以西南西—東北東走向由本地區西部邊界南側入境後，轉東經省道台1線路口後轉東南東，至本地區東部南側凹入部分頂點處的鄉道彰81線起點路口，轉東北東大致沿邊界而行以至出境。由該道路向西南西可前往永靖市區、獨鰲、獨鰲與福興一小段交界地帶、福興與海豐崙交界地帶並止於鄉道彰143號路口，向東北東可前往陳厝厝、湳底中部並止於其東側邊界地帶的舊縣道141號（員集路三段）路口。

## 學校
- 永靖國中

## 文化資產
- 永靖忠實第（縣定古蹟）
- 永靖邱氏宗祠（歷史建築）
- 永靖清福宮石板廟（歷史建築）